# لوخ (آستانه اشرفیه)
لوخ، روستایی است از توابع بخش کیاشهر شهرستان آستانه اشرفیه در استان گیلان ایران.
لوخ در۱۵ کیلومتری بندر کیاشهر، ۳۸ کیلومتری آستانه اشرفیه ۴۰ کیلومتری لاهیجان و ۴۴ کیلومتری شهرستان لنگرود و در کنار ساحل زیبای دریای خزر-گیلان واقع شده‌است.

## جمعیت
این منطقه در بخش کیاشهر قرار داشته و براساس سرشماری سال ۱۳۸۸ جمعیت آن ۹۵۹ نفر (۲۸۷ خانوار) بوده‌است.

## محصولات
برنج، هندوانه.بادام زمینی .دام وطیور و انواع مرکبات

## راه‌های ورودی
بندرکیاشهر، لاهیجان، آستانه اشرفیه، لنگرود، رودبنه.

## رودخانه
ووکا رود

## همسایگان
از شمال دریای خزر از غرب سلیم چاف از جنوب گیلده از شرق دهستان دستک از جنوب شرقی محسن آباد

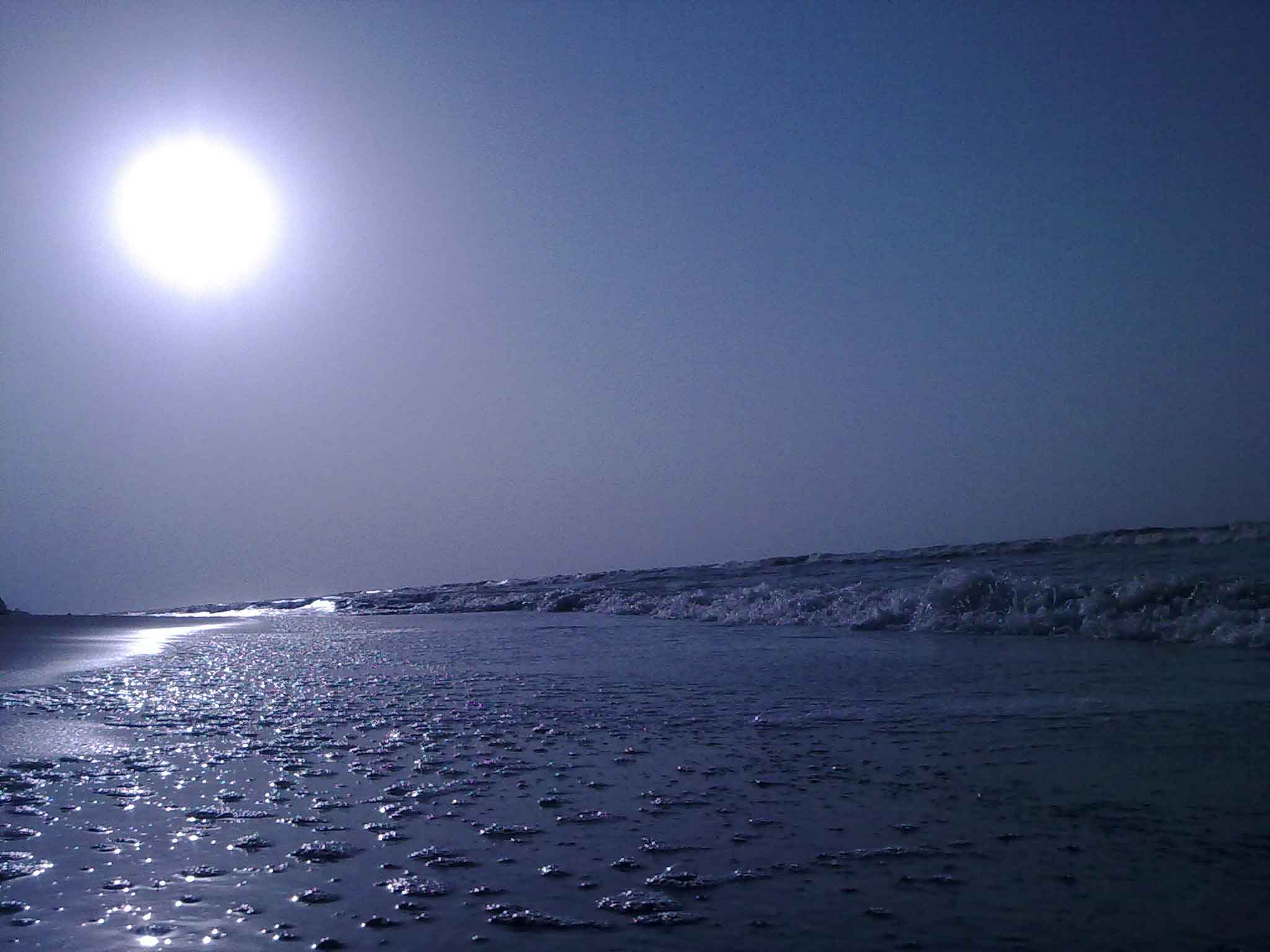
ساحل دستک